# Lamborghini Essenza SCV12
Der Lamborghini Essenza SCV12 ist ein auf 40 Exemplare limitierter Supersportwagen mit Mittelmotor des italienischen Herstellers Lamborghini. Er ist nicht für den öffentlichen Straßenverkehr zugelassen.

## Hintergrund
Der  Lamborghini SC20 ist eine Designstudie der Lamborghini-Motorsportabteilung aus Sant’Agata Bolognese. Die Karosserie aus kohlenstofffaserverstärktem Kunststoff ist in den Farben Weiß und Blau gehalten. Der Frontsplitter hat zwei Finnen und Lufteinlässe an der Front und profilierte Seitenteile. Der große Heckflügel ist in drei Positionen verstellbar. Der Wagen hat einen V12-Saugmotor mit 6498 cm³ Hubraum und einer maximalen Leistung von 566 kW (770 PS) bei 8500/min. Das maximale Drehmoment beträgt 720 Nm bei 6750/min. Das Getriebe ist ein 7-Gang-Getriebe mit unabhängig voneinander betätigten Schaltstangen (ISR, Independent Shifting Rod).
Auf dieser Studie und auf Basis des Aventadors beruht der in Serie produzierte Lamborghini Essenza SCV12.

## Technik
Der Essenza SCV12 ist eine für Rennstrecken optimierte Version ohne Straßenzulassung und ohne FIA-Homologation. Für das Design war Lamborghini Centro Stile zuständig. Er hat Hinterradantrieb und ein 6-Gang-X-trac-Getriebe, das quer an der Hinterachse eingebaut ist. Die Abgasanlage stammt vom Hersteller Capristo, verfügt weder über einen Katalysator noch einen Schalldämpfer, weswegen der SCV12 in einer Entfernung von 50 cm rund 150–160 dB(A) laut ist. Das Leistungsgewicht beträgt 1,66 kg/PS. Das Monocoque ist aus kohlenstofffaserverstärktem Kunststoff gefertigt und hat keinen Überrollkäfig. Als Bereifung dienen Slicks von Pirelli auf Magnesiumrädern. Die Bremsscheiben und Bremssättel sind von Brembo. An der Fahrzeugfront hat der Wagen einen zweifachen Lufteinlass mit zentraler Rippe und verstellbarem Frontsplitter (Diffusor). Die gesamte Fahrzeugkarosserie besteht nur aus drei Elementen. Auf dem Fahrzeugdach ist eine Lufthutze. Zusätzliche Finnen an den Fahrzeugschwellern sorgen für die Belüftung von Motor und Getriebe. Der doppelt profilierte Heckflügel ist verstellbar, um entweder den Luftwiderstand verringern oder den Abtrieb erhöhen zu können. Der Essenza SCV12 soll über rund 30 % mehr Abtrieb verfügen als ein aktuelles GT3-Fahrzeug derselben Marke; konkret: 1.200 bis 1.250 Kilogramm bei 250 km/h. Das Lenkrad ist an die Ausstattung eines GT-Rennwagens angelehnt, weitere Bedienelemente sind an der Mittelkonsole. Der Rennsitz stammt von OMP.
Aufgrund der höheren Leistung, der höheren Abtriebswerte und des nur minimal höheren Gewichts soll der Essenza SCV12 auf der Rennstrecke von Vallelunga rund drei Sekunden schneller als der aktuelle Huracán GT3 sein.

## Technische Daten

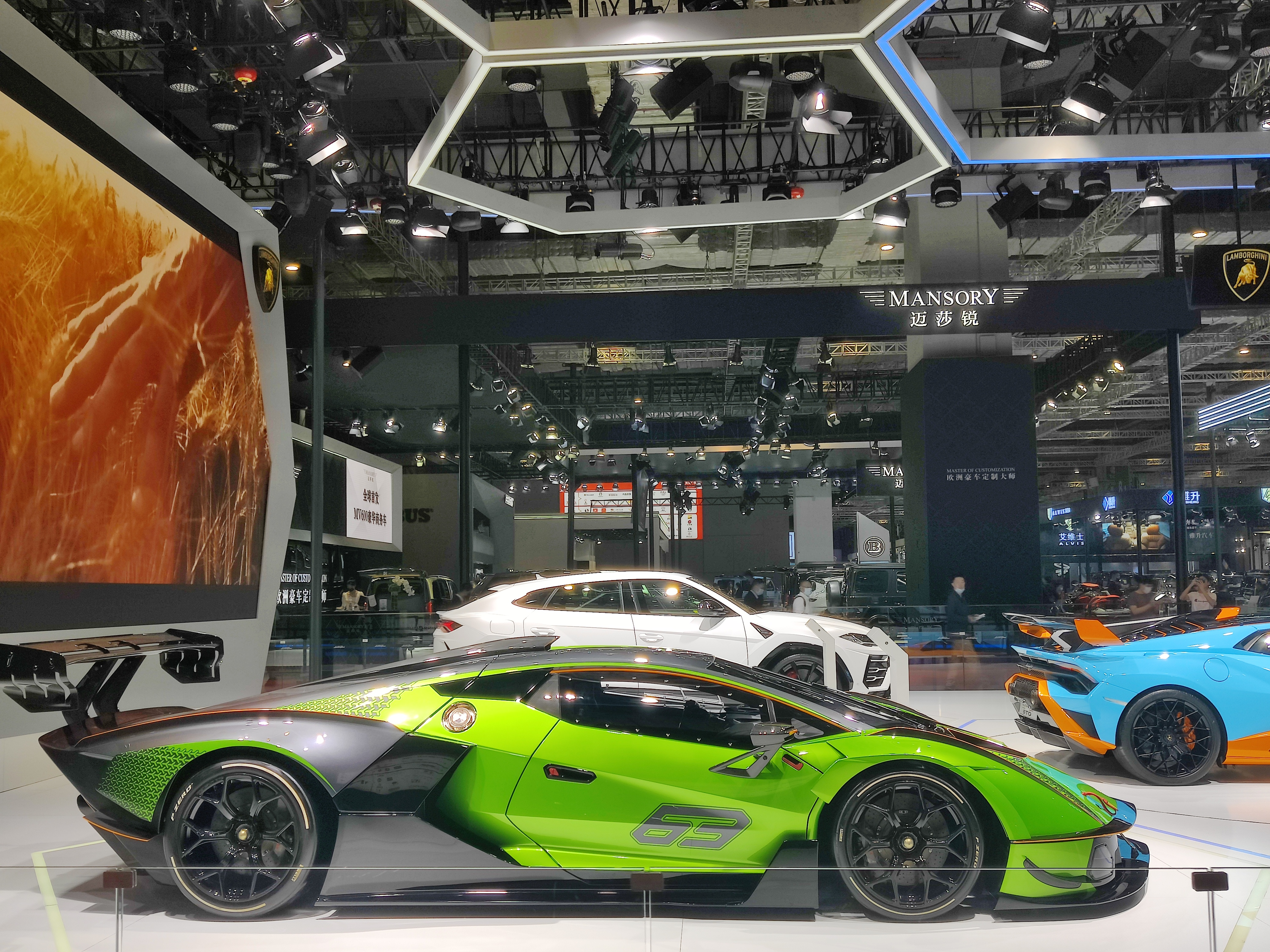
Seitenansicht
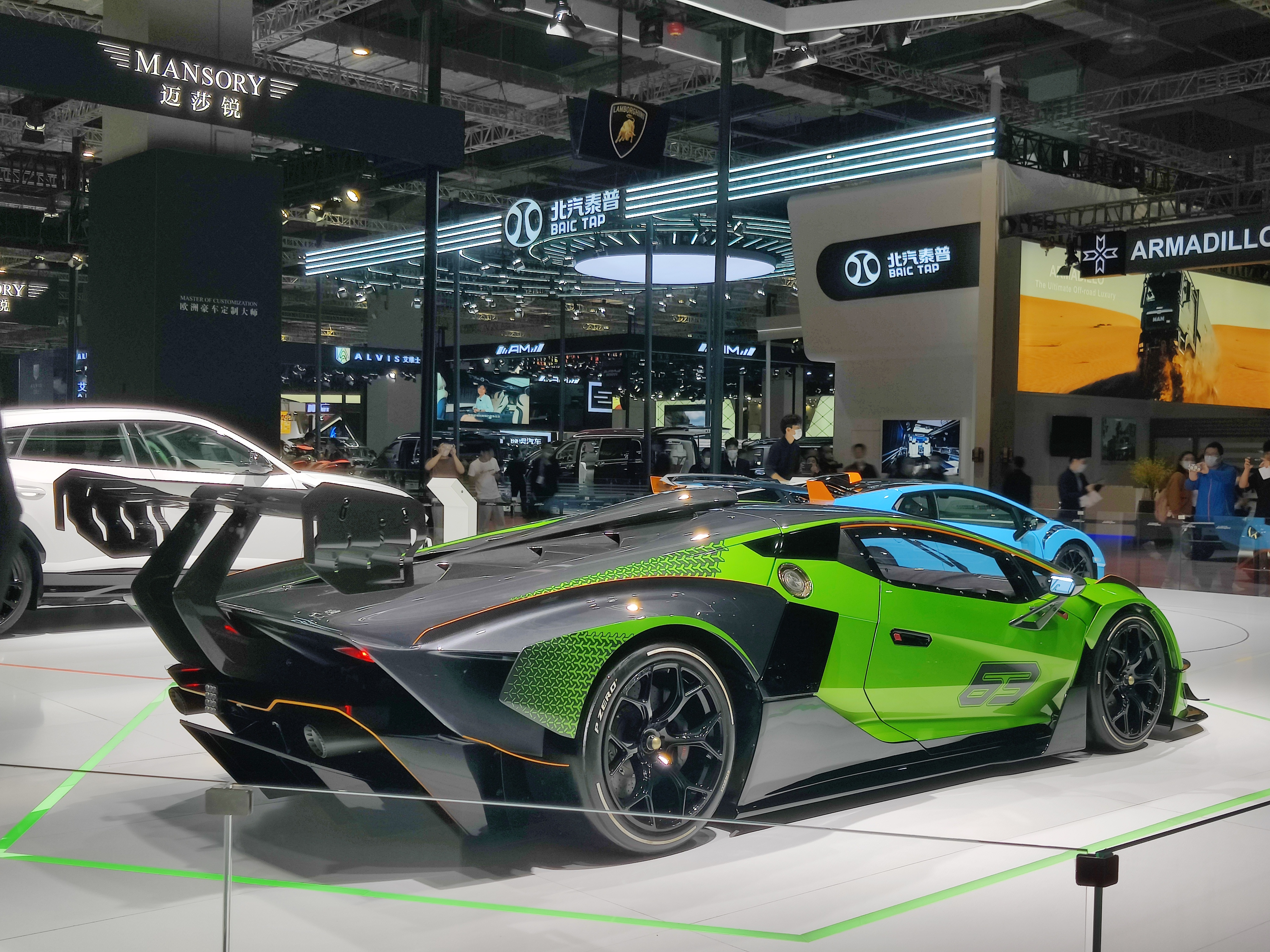
Heckansicht

|                                      | Lamborghini Essenza SCV12                                                             |
| ------------------------------------ | ------------------------------------------------------------------------------------- |
| Bauzeitraum                          | seit 12/2020                                                                          |
| Motorbauart                          | V12-Saug-Ottomotor, längs eingebaut                                                   |
| Motorcode                            | L539                                                                                  |
| Hubraum                              | 6498 cm³                                                                              |
| Bohrung × Hub                        | 95,0 × 76,4 mm                                                                        |
| Leistung                             | 610 kW (830 PS) / 8500/min                                                            |
| Spezifische Leistung (Literleistung) | 93,8 kW/l (127,7 PS/l)                                                                |
| Drehmoment                           | 720 Nm bei 6750/min                                                                   |
| Antrieb                              | Hinterradantrieb                                                                      |
| Getriebe                             | sequenzielles 6-Gang-Doppelkupplungsgetriebe (X-Trac), quer zur Hinterachse eingebaut |
| Aufhängung                           | Doppelquerlenker mit starrer Lagerbuchse                                              |
| Traktionskontrolle                   | 12-stufig verstellbar                                                                 |
| Tankinhalt                           | 92 Liter                                                                              |
| Spur                                 | 1767 mm (vorne) / 1729 mm (hinten)                                                    |
| Räder                                | Magnesiumfelgen, vorne 19 Zoll, hinten 20 Zoll                                        |
| Reifentyp                            | Pirelli-Slicks                                                                        |
| Höchstgeschwindigkeit                | 305 km/h                                                                              |
| Abtrieb                              | 12–12,5 kN bei 250 km/h                                                               |

- Seitenansicht
- Heckansicht

## Sonstiges
Jeder Käufer eines Lamborghini Essenza SCV12 erhält exklusiven Zutritt zu verschiedensten Rennstrecken auf der Welt, einschließlich Boxencrew und Garagenstellplatz beim Hersteller in Sant’Agata Bolognese sowie ein Fahrertraining bei Squadra Corse mit Emanuele Pirro und Lamborghini-Werksfahrer Marco Mapelli im Rahmen des vom Hersteller empfohlenen Trainingsprogramms Lamborghini Squadra Corse Drivers Lab.

## Konkurrenzumfeld
- Red Bull Racing RB17
- Aston Martin Valkyrie AMR Pro
- Ferrari FXX K und Ferrari FXX K Evo
- Bugatti Bolide
- McLaren Solus GT
- McLaren Senna GTR